# Катедрална црква „Пресвето Срце Исусово“ (Скопље)
Катедрална црква „Пресвето Срце Исусово“ (мкд. Катедрала "Пресвето срце Исусово" во Скопје) је католичка катедрала саграђена у Скопљу 1977. године. Седиште је Скопске бискупије.

## Историја
Катедрала је изграђена 1977, и заменила је истоимену катедралу која је била тешко оштећена након Скопског земљотреса 1963. На месту старе катедрале се данас налази музеј посвећен Мајци Терези, која је у старој катедрали била крштена. У катедрали се налази статуа Исуса која је сачувана из старе срушене катедрале, и чува се као реликвија испод које се молила Мајка Тереза.
Служби у катедрали током великих празника је често присуствују македонски званичници.
Током 2019. катедралу је посетио папа Фрања.

## Архитектура
Катедрала је интересантна по томе што припада бруталистичкој архитектури. Њене архитекте су Благоје Мицковски и Славко Ђурић. Идеја за спољашњи изглед катедрале је старозаветни изглед шатора.